# Stregheria

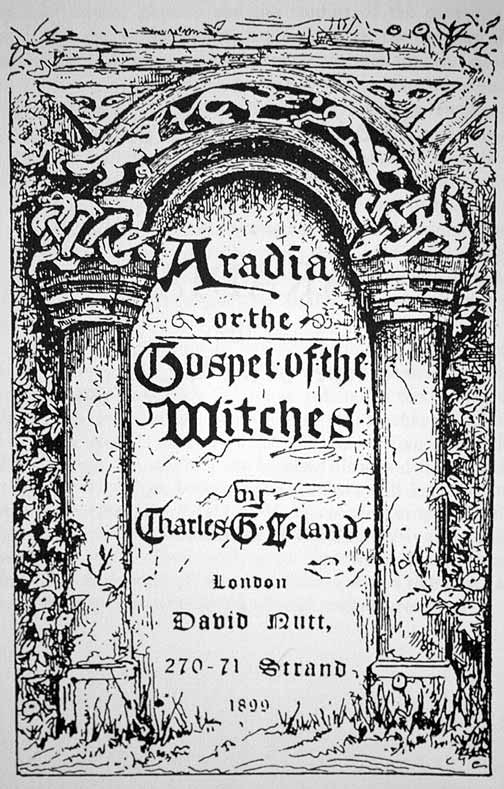
Copertina di Aradia, o il Vangelo delle Streghe

La stregheria (a volte detta Vecchia Religione italica o nuova stregoneria italiana) è una religione e stregoneria tradizionale italo-americana ricostruzionistica, eclettica, politeista e neopagana che ha origine negli anni '70 con Leo Martello. Martello ha affermato di appartenere ad una "tradizione di famiglia" di stregoneria religiosa della Sicilia, di antica origine della zona di Enna, nel suo libro del 1970 Witchcraft: The Old Religion. Martello non usa la parola "Stregheria" quando ci si riferisce alla sua pratica personale, bensì si riferisce ad essa come "la tradizione della Strega". Il culto avrebbe origini pre-romane, forse coeve alla religione etrusca. Secondo lo studioso statunitense Raven Grimassi la stregheria è una derivazione della religione etrusca, mescolata con altri culti, come la "religione contadina toscana", la religione romana e greca, la religione egizia (si veda la leggenda delle streghe di Benevento), culti pre-etruschi, germanici, nuragici, elementi celtico-neoceltici-druidici, l'eresia cristiana medievale e rinascimentale e l'adorazione dei santi cattolici.
Gli aderenti considerano come testo sacro il libro di Charles Godfrey Leland intitolato Aradia, o il Vangelo delle Streghe (1899), uno dei testi di riferimento anche della Wicca, il primo a occuparsi di presunti culti pagani pre-romani e pre-cristiani che sarebbero sopravvissuti in Italia in alcune zone marginali. La stregoneria italiana in questione ha per oggetto principale di culto la dea greco-romana Diana e sua figlia Aradia. Non ha a che fare con la stregoneria descritta dal cristianesimo, che ne è distorsione secondo gli aderenti, in quanto la magia nera non viene quasi praticata, tranne che per colpire i malvagi, e le streghe e stregoni (ossia pagani che credono nella stregheria, sacerdotesse e sacerdoti di sé stessi, devoti al divino e alla natura) si dedicano alla magia neutra, di solito magia bianca, meditazione e preghiera.

## Culto
I seguaci della Vecchia Religione italica venerano Diana (regina delle streghe, si veda anche il suo triplice culto come Artemide/Diana dea della caccia e dei boschi, Ecate-Persefone/Proserpina dea dell'Oltretomba e Selene/Luna), figlia e sposa di Giove, che generò Dianus Lucifero (da non confondere con Lucifero biblico con cui ha alcune caratteristiche in comune, ad esempio essere scacciato da Giove e spedito negli Inferi in quanto troppo bello; si tratta di un'interpretazione neopagana particolare che non ha tratti in comune con Satana delle religioni abramitiche prese da un omonimo dio greco-romano figlio dell'Aurora e identificato con Venere stella del mattino), figlio, fratello e sposo di Diana, e la loro figlia, sorella e nipote Aradia, inviata in Terra da Diana. I praticanti usano a volte come simbolo il pentacolo non rovesciato (a volte detto simbolo di Venere e o di Diana) ma detestano e ripudiano il satanismo, secondo loro grave devianza e derivanza ebraico-cristiana-gnostica. Non vengono effettuati mai sacrifici cruenti e i diritti umani e degli animali sono rispettati, così come l'ambientalismo, in conseguenza di un vago panteismo. Le streghe (e stregoni) non si appoggiano, a differenza di alcune correnti di estrema destra del neopaganesimo (ad esempio quelle che si rifanno a Julius Evola e Renato del Ponte) a nessuna corrente politica, essendo per il trasversalismo. 

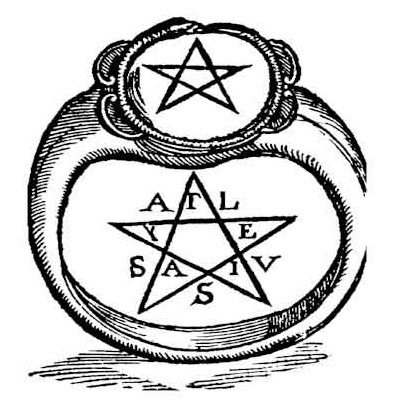
Disegno di un pentagramma su un anello da Crotone. Tratto da Immagini degli Dei antichi (Vincenzo Cartari, 1647)

Oltre ad Aradia e Diana, altre divinità fondamentali sono Apollo, Erodiade (non la figura evangelica ma forse Aradia stessa, in origine Herodiana, fusione dei nomi di Hera/Giunone e Diana/Artemide e ripresa di Lilith), Giano, Pan, Mefite, Ecate, Lupercus, Tinia (lo Zeus/Giove etrusco), Prometeo, Iside, Maimone, Dioniso/Bacco, la Sibilla Appenninica vista in ottica neopagana, Esculapio, il poeta Virgilio (considerato mago e profeta immortale di Diana) e molti altri. Credono nell'aldilà e nella metempsicosi, ma non nella punizione della rinascita. Molti praticanti credono e spesso venerano gli Spiriti della Natura e quelli dei propri Antenati, a volte chiamati Lari o Lasa o dei Mani, per influsso della religione romana. Alcune Tradizioni inoltre adorano, per influenza del sincretismo cristiano, anche i santi cattolici. La morale è sostanzialmente libera, specie in ambito sessuale. L'etica è soggettiva e consiste unicamente in "non danneggiare nessuno" e nell'etica della reciprocità (non fare ad altri quello che non vorresti fosse fatto a te). Molti praticano la nudità rituale sei mesi l'anno (per influsso di Leland) e gli altri sei mesi usano vesti rituali (cosiddetto Sabba), e talvolta la magia sessuale. La Vecchia Religione celebra alcuni giorni come Sabba: otto Feste del Fuoco e Feste dell'Acqua, e le Lune Piene. Essi sono giorni particolari: quattro Sabba o Sabbat maggiori (2 febbraio, 30 aprile, 1º agosto e 31 ottobre) e quattro Sabba minori, che coincidono coi solstizi e gli equinozi; accanto agli otto Sabba o «feste del Fuoco», ci sarebbero tredici feste Lunari in corrispondenza della Lune Piene («feste dell'Acqua»). I luoghi preferiti per i sabba sarebbero il Noce di Benevento (una sopravvivenza dell'ancestrale culto degli alberi o della pratica romana del bosco sacro, si veda il Rex Nemorensis sacro a Diana) e il Passo del Tonale. Per la maggioranza dei praticanti della stregoneria esisterebbe inoltre una naturale continuità tra magia e religione, trattandosi di una magia mirante non a controllare o comandare secondo un processo meccanico, ma che crea e comunica in maniera spontanea in un mondo incantato, organico e vivente.
In antichità venivano usati unguenti composti da piante stupefacenti, derivanti dallo sciamanesimo, che consentivano un viaggio spirituale. Per evitare danni cerebrali e tossicodipendenza dovuti all'assunzione di tali droghe alcuni praticanti usano, al posto dell'unguento e delle droghe, la meditazione o altre pratiche che permettano lo stato di trance, ad esempio vengono eseguiti esercizi mentali di autoipnosi, lavoro sui sogni, viaggi astrali, divinazione e pratiche oracolari. Leland cita la consumazione di torte dolci e vino, secondo un'iconografia già esistente.
Molti aderenti tengono a mantenere una prudente riservatezza sulle loro credenze: essi appoggiano la libertà religiosa, rispettano ogni simbolo e fede, compreso l'ateismo e il cattolicesimo, ma spesso hanno connotazioni di anticlericalismo, dovuti alle passate cacce alle streghe.
La stregoneria italiana riprende anche riti popolari come lanciare o togliere il malocchio e l'imposizione delle mani (dove i guaritori Apollo ed Esculapio sono stati sostituiti nei riti popolareschi vigenti in Toscana, in montagna o nelle campagne meridionali dai santi cristiani Cosma e Damiano).

## Diffusione
Non è da confondere con la Wicca. La Vecchia Religione sarebbe presente in tutte le regioni italiane, in particolar modo in Lombardia, Piemonte, Veneto, Friuli-Venezia Giulia, Liguria, Emilia-Romagna, Lazio, Puglia, Campania, Calabria e Sicilia, che conterebbero la presenza di un numero significativo di persone ad essa dedite.
La Vecchia Religione si caratterizza anche e spesso come pratica individuale e solitaria (gnosi personale non verificata o rivelazione privata) la pratica di gruppo non è ritenuta così importante come invece avviene nella Wicca, sebbene sia praticata in alcune occasioni, specie in piccoli gruppi.

## Aradia, o il Vangelo delle Streghe

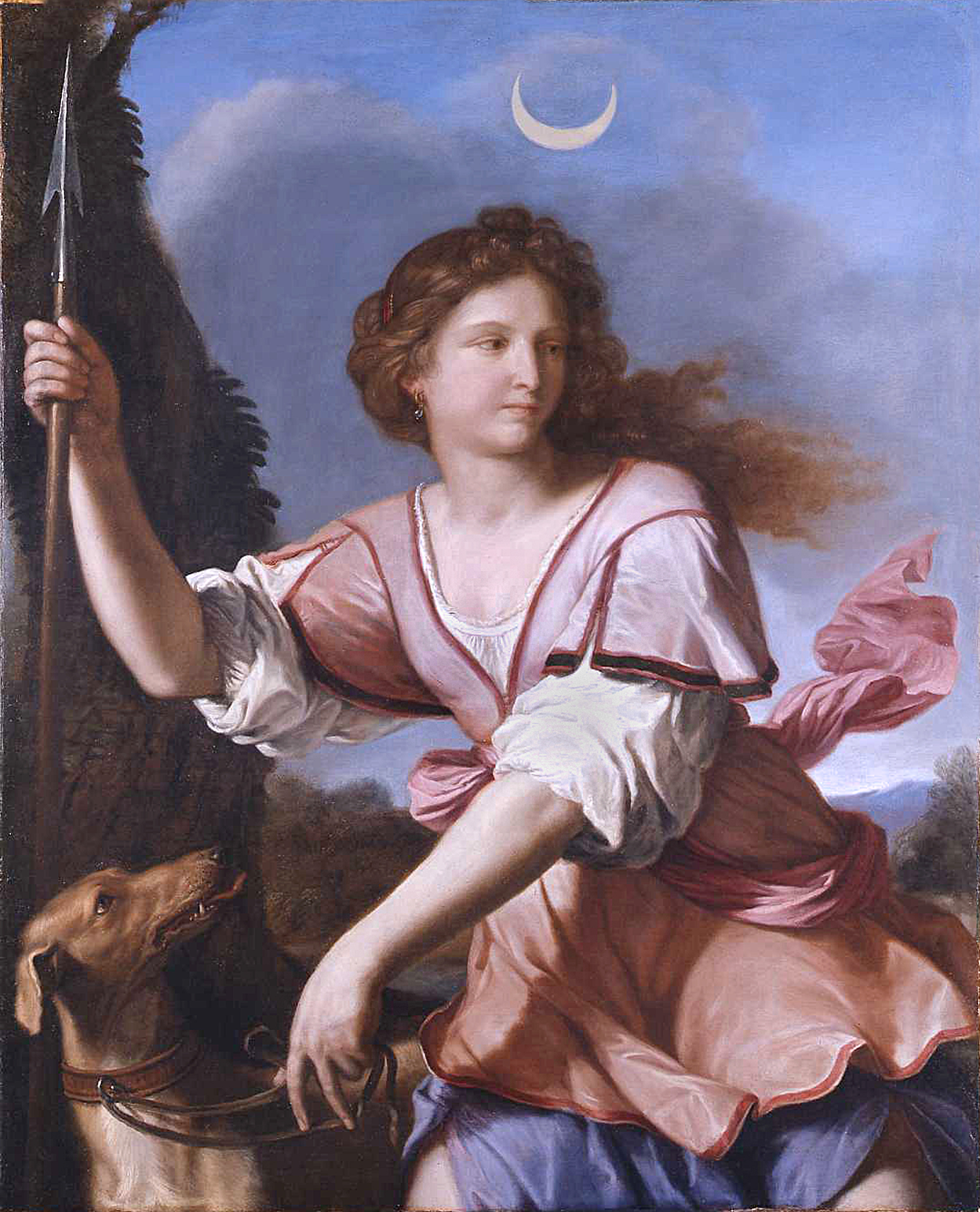
La dea Diana associata alla Luna (opera del Guercino, 1658)

una volta al mese, quando la luna è piena, / Dovete venire in luogo deserto,
in una selva tutte insieme, / e adorate lo spirito potente della vostra regina
di mia madre Diana... Sarete liberi dalla schiavitù!
E così diverrete tutti liberi! / E come segno della vostra vera libertà
uomini e donne nei vostri riti / sarete tutti nudi
fino a che non sarà morto l'ultimo degli oppressori".»
(C.G. Leland, Aradia, capitolo I)
Altre opere a cui il movimento si rifà sono quelle dell'antropologo Charles Godfrey Leland, come in Aradia, o il Vangelo delle Streghe (più altre), considerato un testo sacro (Diana e Aradia sono viste come liberatrici e vendicatrici di schiavi antichi e di oppressi dalla Chiesa cattolica e dalla nobiltà, specialmente servi ed eretici).
per distruggere la gente cattiva / e la distruggerò. // "Voi altri poveri soffrite anche la fame, / e lavorate male e molto / soffrite anche la prigione; / ma però avete un'anima / un'anima più buona / e nell'altro mondo voi starete bene; / gli altri male".»
(C. Leland, Aradia o il Vangelo delle Streghe)
In realtà queste "maledizioni" appaiono rivolte, più che contro la venerazione popolare di figure cattoliche (leggendosi anche in esse l'eco dei movimenti ereticali medievali cristiani e del loro egualitarismo), contro la Chiesa, l'Inquisizione e il Dio ebraico Yahweh ("Padre" secondo il cristianesimo), oltre ad essere considerate più una ricostruzione di Leland stesso che materiale raccolto.
Oltre a Leland, il riferimento è ad altri autori italoamericani; tra questi di particolare rilevanza è Raven Grimassi, che afferma di avere derivato le sue conoscenze da tradizioni famigliari di stregoneria, provenienti dall'Italia, dalla quale i suoi avi immigrarono negli Stati Uniti.

Su Grimassi, scrivendo della leggenda di Aradia, l'antropologa Sabina Magliocco afferma:
(Sabina Magliocco)

## Il termine "stregheria"
La parola stregheria in sé stessa è un termine sostanzialmente moderno e usato raramente:
Uno dei primi e rari usi nella storia moderna del termine "stregheria", come sinonimo di stregoneria si ritrova in un'opera poetica di Lorenzo Lippi, pubblicata postuma nel 1688, Il Malmantile racquistato. Un altro riferimento al termine, si ritrova nell'opera in lingua inglese di Ephraim Chambers, Cyclopaedia or Universal Dictionary of Arts and Sciences opera pubblicata a Londra nel 1728. Successivamente il "Dizionario di erudizione storico-ecclesiastica da San Pietro sino ai nostri "  del 1854, narra un episodio del 1521 ossia di una delibera presa dal Consiglio dei Dieci di Venezia contro eretici della Valcamonica che praticavano ciò che veniva definito per l'appunto stregheria.
Dagli Stati Uniti il termine stregheria è stato riadottato negli ultimi decenni da gruppi neopagani italiani di stregoneria, che hanno voluto polemicamente distanziarsi dalla Wicca.